# Ouranosaurus
Ouranosaurus var ett släkte växtätande dinosaurier inom familjen iguanodonter som levde Afrika i slutet av äldre krita för omkring 120 miljoner år sedan. 
Ouranosaurus kunde bli 7 till 8 meter lång och väga upp till fyra ton. 
Ouranosaurus bäst kända karaktärsdrag är dess stora segel på ryggen som gick längs hela ryggraden ner till svansen vilket påminner om det däggdjurslika kräldjuret Dimetrodons ryggsegel.